# فطار اقتراني
داء الفطار الاقتراني هو أوسع مصطلح يشير إلى العدوى التي تسببها فطريات العفن الخبز من شعبة الزيجوتيكوتا. ومع ذلك، ولأن الزيجوتيكوتا قد تم تحديده على أنه متعدد الاهداب، ولم يتم تضمينه في أنظمة تصنيف الفطريات الحديثة، هذه العدوى الفطرية النادرة والخطيرة والتي تهدد الحياة عادة ما تؤثر على تجويف الفم. غالبًا ما تكون أنواع العدوى المزمنة سببها فطريات شائعة توجد في التربة وتفسد النباتات. في حين أن معظم الأفراد يتعرضون للفطريات بشكل منتظم، فإن المصابين بالاضطرابات المناعية (أكثر عرضة للإصابة بالمناعة) هم أكثر عرضة للإصابة بالفطريات. هذه الأنواع من العدوى شائعة أيضًا بعد الكوارث الطبيعية، مثل الأعاصير أو الزلازل، حيث يصاب الناس بجروح مفتوحة أصبحت مليئة بالتربة أو المادة الخضرية.
قد تؤثر الحالة على الجهاز الهضمي أو الجلد. في الحالات التي تنتج بدون جروح، عادة ما تبدأ في الأنف والجيوب الأنفية وتعد واحدة من العدوى الفطرية الأكثر انتشارا بسرعة في البشر. تشمل الأعراض الشائعة التخثر ونخر الأنسجة. يتكون العلاج من العلاج المضاد للفطريات بشكل فوري ومكثف وجراحة لإزالة الأنسجة المصابة. يختلف التكهن بسير المرض بشكل كبير تبعا لظروف المريض الفردية.
يحدث مرض الفطار الاقتراني من قبل نوعين وهما: Mucorales أو Entomophthorales ، ولكن الأول يسبب المرض أكثر بكثير من هذا الأخير. وتعرف هذه الأمراض باسم «الفطر المخاطي» و «انتان الفطر» على التوالي.

## الأسباب
يحدث مرض الفطار الاقتراني المسببة للأمراض من قبل الأنواع في أمرين: Mucorales أو Entomophthorales ، ولكن الأول يسبب المرض أكثر بكثير من هذا الأخير. وتعرف هذه الأمراض باسم «الفطر المخاطي» و «انتان الفطر» على التوالي.

## علم الأوبئة
تم العثور على مرض الفطار الاقتراني في الناجين من زلزال المحيط الهندي وتسونامي عام 2004 وفي الناجين من إعصار جوبلين، ميزوري عام 2011.

## حيوانات أخرى
مصطلح الفطار الاقتراني يستخدم لوصف عدوى الفطريات. هذه هي أكثر شيوعا في الحيوانات، ولا سيما الكلاب والخيول.
تم وصف مرض الزكوميات في قطة، حيث أدى العدوى الفطرية للقصبة الهوائية إلى مرض تنفسي يتطلب الموت الرحيم.

## انظر أيضُا
- الفطريات
- عفن الخبز